# نیکولای (آلاسکا)
نیکولای (به انگلیسی: Nikolai) یک شهر در ایالات متحده آمریکا است که در Yukon–Koyukuk Census Area واقع شده‌است. نیکولای ۱۲٫۶۵ کیلومتر مربع مساحت و ۹۴ نفر جمعیت دارد و ۱۳۰ متر بالاتر از سطح دریا واقع شده‌است.